# Joe Albany
Joe Albany (Atlantic City, Nueva Jersey, 24 de enero de 1924 - Nueva York, 12 de enero de 1988) fue un pianista y compositor estadounidense de jazz.

## Trayectoria
Estudia piano clásico durante cinco años, antes de comenzar a oír jazz. Su primer bolo tuvo lugar en un cabaret de strip-tease, con la orquesta de Willie Dennis. En 1941 se trasladó con su familia a Los Ángeles (California) donde conoció, y tocó, con Lester Young y Leo Watson, aunque en 1945 ya estaba instalado en Nueva York. Allí tocó con Georgie Auld, Max Kaminsky, Benny Carter, J. J. Johnson, Max Roach y Charlie Parker.
Durante su etapa con Parker, hacia 1946, Albany comenzó a crearse dependencia de las drogas, e ingresa en diversas ocasiones en prisión, además de tener etapas de oscuridad, regresando a Los Ángeles y quedando relegado a trabajar puntualmente, como free-lance, especialmente con Warne Marsh. Comenzó a escribir temas para Anita O'Day a finales de la década de 1950. Volvió a Nueva York, donde trabajó con Charles Mingus (1963). A comienzo de los años 1970, actuó con frecuencia en Europa, con músicos como Ben Webster, Dexter Gordon, Tony Scott o Niels-Henning Orsted Pedersen. 
La directora de cine Carole Langer realizó en 1980 un documental sobre el pianista, titulado "Joe Albany: A Jazz Life". En el año 2014 su vida fue llevada al cine en la película "Low Down" dirigida por Jeff Preiss.

## Estilo
Fue uno de los primeros pianistas en implicarse en la revolución bebop y en convertirse en "leyenda", aunque su estilo fue en cierta forma ambiguo, pues nunca dejó de traslucir su inclinación por la música de Art Tatum como contrapunto.

## Discografía
- The Right Combination (OJC, 1955) con Warne Marsh.
- Live at Dana Point (Warne Marsh (saxo tenor), Joe Albany(piano), Von Whitlock (contrabajo), Red Martinson (batería), VSOP, 1957).
- The legendary Jazz Pianist(Joe Albany (p), Warne Marsh (sxt), Riverside, 1968).
- At Home alone (Revelation, 1972).
- Proto Bopper (Spotelite, 1972).
- At Home (Spotlite Records, 1973).
- Birdtown Birds – Live at Jazzhus Montmartre 1973 (Steeplechase).
- Two’s A Company (Steeplechase, 1974) con Niels-Hennig Oersted Pedersen.
- This Is For My Friends (Música Records, 1976).
- Plays George Gershwin & Bruce Lane (Música Records, 1976).
- The Albany Touch (Seabreeze, 1977).
- Live In Paris (Fresh Sound Records, 1977) con Alby Cullaz y Aldo Romano.
- Bird Lives (Storyville, 1979) con Art Davis(cb) y Roy Haynes (bt).
- Portrait of an Artist (Elektra, 1982) con George Duvivier (cb), Charles Persip (bt) y Al Gafa (gt).